# Clypeodytes eboris
Clypeodytes eboris är en skalbaggsart som beskrevs av Olof Biström 1988. Clypeodytes eboris ingår i släktet Clypeodytes och familjen dykare. Inga underarter finns listade i Catalogue of Life.